# لبنان في الألعاب الأولمبية الشتوية 1952
أرسل لبنان وفداً للتنافس في الألعاب الأولمبية الشتوية لعام 1952 في أوسلو ، النرويج في الفترة من 14-25 فبراير 1952

## خلفية
تم الاعتراف باللجنة الأولمبية اللبنانية من قبل اللجنة الأولمبية الدولية في 31 ديسمبر 1947.  انضموا إلى المسابقة الأولمبية بعد أقل من شهر، وشاركوا في الألعاب الأولمبية الشتوية لعام 1948 .  عقدت الألعاب الأولمبية الشتوية لعام 1952 في أوسلو ، النرويج في الفترة من 14-25 فبراير 1952 ؛ شارك ما مجموعه 694 رياضياً يمثلون 30 لجنة أولمبية وطنية .  كانت أولمبياد أوسلو بالتالي ظهور لبنان الثاني في الألعاب الأولمبية الشتوية .  أرسل لبنان منافسًا واحدًا إلى أوسلو، إبراهيم جعجع، الذي شارك في ثلاثة أحداث في التزلج على جبال الألب . 

## التزلج على جبال الألب
كان إبراهيم جعجع يبلغ من العمر 27 عامًا في أولمبياد أوسلو، وكان ثاني ظهور له في الألعاب الأولمبية الأربعة على التوالي.   في 15 فبراير، شارك في سباق التعرج العملاق للرجال ذو الجولة الواحدة، وأنهى الدورة في 3 دقائق و 52.8 ثانية، مما جعله يحتل المركز الثاني والثمانين بين الرياضيين الذين أنهوا الحدث.  فاز بالميدالية الذهبية في دقيقتين و 25 ثانية من شتاين إريكسن من النرويج ؛ وفاز كل من النمساويين وكريستيان برافدا وتوني سبيس بالميداليات الفضية والبرونزية . 
في اليوم التالي، شارك جعجع في سباق آخر أحادي الجري، وهو سباق الرجال . أنهى المسابقة في زمن قدره 3 دقائق و 20.2 ثانية، مما جعله يحتل المركز 57 من بين 72 متنافسًا.  فاز بالميدالية الذهبية في دقيقتين و 30.8 ثانية من زينو كولو من إيطاليا ؛ نال النمساويون مرة أخرى الميداليات الفضية والبرونزية، حيث فاز عثمان شنايدر بالفضة وبرافدا البرونزية.  كان الحدث الثالث والأخير للتزلج الألبي للرجال في أوسلو هو سباق التعرج الذي أقيم في 19 فبراير على قدمين.  انتهت الألعاب الأولمبية لجعجع عندما فشل في إنهاء الجولة الأولى.  في نهاية المطاف فاز شنايدر بالميدالية الذهبية، حيث حصل النرويجيان إريكسن وجوتورم بيرج على الميداليات الفضية والبرونزية. 
| رياضي        | هدف                        | سباق 1 | سباق 1 | سباق 2  | سباق 2  | مجموع   | مجموع   |
| رياضي        | هدف                        | زمن    | مرتبة  | زمن     | مرتبة   | زمن     | مرتبة   |
| ------------ | -------------------------- | ------ | ------ | ------- | ------- | ------- | ------- |
| إبراهيم جعجع | انحدار الرجال              |        |        |         |         | 3: 20.2 | 57      |
| إبراهيم جعجع | سباق التعرج العملاق للرجال |        |        |         |         | 3: 52.8 | 82      |
| إبراهيم جعجع | سباق التعرج للرجال         | DNF    | -      | لم تقدم | لم تقدم | لم تقدم | لم تقدم |